# Le Poete Assassine
Le Poete Assassine – czwarty solowy album polskiego rapera Lukasyno. Wydawnictwo ukazało się 8 czerwca 2018 roku nakładem wytwórni muzycznej Persona NON Grata.

## Lista utworów
| Nr  | Tytuł utworu | Produkcja   | Długość |
| --- | --- | ----------- | ------- |
| 1.  | „Brzeg” (Gościnnie: Justyna Porzezińska - śpiew, Marek Kubik - instrumenty klawiszowe)                                  | Kriso       | 4:40    |
| 2.  | „Wiatr” (Gościnnie: Marek Kubik - instrumenty klawiszowe)                                                               | B Q X W P P | 4:25    |
| 3.  | „Mgła” (Gościnnie: Marcin Lićwinko, Grzegorz Jurguć - śpiew, Marek Kubik - instrumenty klawiszowe)                      | Ayon        | 3:40    |
| 4.  | „Ćma” (Gościnnie: Witek Muzyk Ulicy - śpiew, Maestro Chives - skrzypce, Marek Kubik - instrumenty klawiszowe)           | Kriso       | 3:04    |
| 5.  | „Gaja” (Gościnnie:Bilon, Justyna Porzezińska - śpiew)                                                                   | Ayon        | 3:55    |
| 6.  | „Zenit” (Gościnnie: Justyna Porzezińska - śpiew, Marek Kubik - instrumenty klawiszowe)                                  | APmg        | 4:43    |
| 7.  | „Kurz” (Gościnnie: Siwers)                                                                                              | Ayon        | 3:47    |
| 8.  | „Lew” (Gościnnie:Marek Kubik - instrumenty klawiszowe)                                                                  | Ayon        | 4:01    |
| 9.  | „Miecz” (Gościnnie: Marek Kubik - instrumenty klawiszowe)                                                               | Flambo      | 3:51    |
| 10. | „Rosa” (Gościnnie: Justyna Porzezińska - śpiew, Marek Kubik - instrumenty klawiszowe)                                   | Ayon        | 4:22    |
| 11. | „Morze” (Gościnnie: Marek Kubik - instrumenty klawiszowe)                                                               | Dies        | 3:33    |
| 12. | „Chaos” (Gościnnie: Peres, Marek Kubik - instrumenty klawiszowe)                                                        | Kriso       | 4:30    |
| 13. | „Sny” (Gościnnie: Marek Kubik - instrumenty klawiszowe)                                                                 | Ayon        | 4:27    |
| 14. | „Skrzydła” | APmg        | 4:57    |
| 15. | „Piaski czasu” (Gościnnie: Egon, Kriso, Maestro Chives - skrzypce)                                                      | Kriso       | 3:38    |
| 16. | „Nić życia” (Gościnnie:Anita, Marek Kubik - instrumenty klawiszowe)                                                     | Ayon        | 4:00    |
| 17. | „Druh czy wróg” (Gościnnie: Witek Muzyk Ulicy - śpiew, Marek Kubik - instrumenty klawiszowe, Maestro Chives - skrzypce) | Kriso       | 3:48    |
|     | |             | 1:09:21 |

## Listy sprzedaży
| Lista | Kraj   | Pozycja |
| ----- | ------ | ------- |
| OLiS  | Polska | 11      |